# Numele perioadelor japoneze

## Perioadele japoneze
Calendarul japonez structurat pe ere,perioade este foarte comun în Japonia.
El folosește numele erei respective combinat cu un alt cuvânt pentru fiecare an.De exemplu anul 2011 este Heisei 23.Și Korea,China și Vietnam folosesc același sistem.Însă în Japonia acest sistem încă este popular și actual.
Numele celor patru ere după perioada Edo pot fi prescurtate astfel:(ex:)Shșwa 55 a S55.

## Începutul
Sistemul nengo pe care se bazează erele japoneze a fost prima dată infințat în China în 140 BC și a fost adoptat în Japonia în AD 645, în timpul împăratului Kștoku , al 36-lea împartă al Japoniei.
Prima nengo este Taika (大化).
Sunt 4 perioade după Edo :
- Meji (1868 ,明治)
- Taishō (1912, 大正)
- Shōwa (1926 , 昭和)
- Heisei (1989 , 平成 )